# STS-89
إس تي إس-89 (بالإنجليزية: STS-89)‏ الرحلة التاسعة والثمانون ضمن برنامج مكوك الفضاء لوكالة ناسا، والرحلة الثانية عشر على متن مكوك الفضاء إنديفور، انطلقت الرحلة في 23 يناير 1998 من مركز كينيدي للفضاء ، وهبطت بتاريخ 31 يناير في مركز كينيدي للفضاء أيضاً، بعد 8 أيام و19 ساعة مكثتها الرحلة في الفضاء، تم خلال الرحلة رسو المكوك على محطة الفضاء الروسية مير وإجراء عدد من التجارب ، بلغ عدد الرواد المشاركين في الرحلة سبعة رواد من بينهم رائد فضاء روسي.